# 옥루몽
《옥루몽》(玉樓夢)은 남영로(1810~1857)가 지은 소설이다. 하늘 위에 살던 선관 문창성과 선녀 천요성·효난성·도화성 등이 인간세상으로 귀양살이를 와서 문창성은 양창곡이라는 사내가 되어 뒤에 장원급제하게 된다. 그 밖의 선녀들은 강남홍·윤소저·벽성선, 일지련 등으로 태어나 모두 양창곡의 아내가 되어 잘 살다가 다시 하늘로 올라가게 된다.

## 등장 인물
- 양창곡

문창성군의 현신으로서, 문예에 능하고 풍류를 즐기면서도 인의를 숭상한다. 그의 이름 창곡이 문창성과 무곡성의 정기를 이어받았음을 의미하듯 그는 문무에 모두 특출한 재능을 갖고 태어났다. 16살에 과거에 급제하여 한림학사에 오르고, 명을 침략한 남만과 홍도국을 진압하여 연왕의 지위에 오른다. 이 과정에서 여러 여인과 인연을 맺는데, 과거길에서 강남홍을, 유배지에서는 벽성선을, 황성에서는 윤소저와 황소저를, 남방에서는 일지련을 만난다. 이후 간신의 계략에 맞서 천자에게 직언을 하다가 유배를 당하기도 하지만, 황실의 어지러움을 틈 타 침략한 북방 오랑캐를 몰아내고 지위를 회복한다.
- 강남홍

홍난성의 현신으로서, 항주 제일의 기녀였다가 양창곡을 만난 이후 파란만장한 인생을 보낸다.
- 벽성선

제천선녀의 현신으로서, 강주 제일의 기녀로 명성을 날리다 유배 온 양창곡을 만나 가연을 맺는다.
- 윤소저

옥황상제를 모시는 옥녀의 현신으로서, 항주자사 윤형문의 딸이다.
- 황소저

천요성의 현신으로서, 승상 황의병의 딸이자 소주자사 황여옥의 동생이다.
- 일지련

도화성의 현신으로서, 축융왕의 딸이며 다섯 처첩 중 가장 어리다.
- 노균

조정의 원로대신으로서 참지정사를 지내면서 당파를 만들어 조정을 어지럽힌다.
- 황의병

황여옥과 황소저의 아버지이다.
- 위부인

황의병의 아내다. 벽성선을 제거하기 위해 온갖 꾀를 짜내어 집안에 풍파를 일으킨다.
- 청운도사

홍혼탈과 함께 청운도사 밑에서 수학하는 도동이다.
- 나탁

명나라의 지배에 반대하여 반란을 일으킨 남만왕이다.
- 소보살

남만 홍도국의 왕 탈해의 부인으로서, 여우의 정령이다.
- 야율선우

북쪽 흉노의 우두머리로서, 아버지를 죽이고 왕위에 오른 흉악무도한 적장이다.
- 양장성

양창곡과 강남홍 사이에서 태어난 맏아들로서, 강남홍의 기상을 이어받아 문무를 겸비하였고 성격이 호방하다.
- 양경성

윤부인에게서 태어난 양창곡의 둘째 아들로서, 유순하고 관대한 성격을 지녔다.
- 양인성

일지련에게서 태어난 양창곡의 셋째 아들로서, 인의를 중히 여기고 품행이 엄정하여 집안의 영화가 넘치는 것을 경계한다.
- 양기성

벽성선에게서 태어난 양창곡의 넷째 아들로서, 다섯 아들 중에서 풍채가 가장 뛰어나 보는 사람들마다 남자 중에서 최고의 인물이라 칭찬한다. 호탕하고 활발한 성격으로 강남홍의 설화마를 타고 장안 거리를 누비는 풍류남아이다. 젊은 혈기에 호색심을 억누르지 못하고 밤마다 청루를 드나들면서, 가무와 자색이 출중한 설중매와 운우지락을 나누고, 맑고 고결한 성품을 지닌 빙빙과도 연을 맺는다.
- 양석성

황부인에게서 태어난 양창곡의 다섯째 아들로서, 번화한 기상을 타고났다.

## 한국어 번역
- 장효현 옮김, 《옥루몽》(전 5권), 문학동네, 2022년 6월 13일